# Hong A-ran
Hong A-ran (홍아란?; Ulsan, 2 aprile 1992) è un'ex cestista sudcoreana.

## Carriera
Con la Corea del Sud ha disputato i Campionati mondiali del 2014.